# W56
W56  era uma linha de ogivas termonucleares de combate dos Estados Unidos da América, sua produção começou em 1963 e começaram se aposentar em 1993 sendo as ultimas sendo desmontadas em 2006, em 2005 uma das W56 quase explodiu por terem colocado mais pressão do quê devia enquanto era desmontada, tinha um rendimento de 1,2 megatons, e foi usada como míssil para minuteman, os variantes mod-1 a MOD-3 pesavam 272 quilogramas(600 libras)MOD-4 pesava 308 kg(680 libras) elas tinham 17,4 polegadas de diâmetro e 47,3 polegadas de comprimento, as tres primeiras variantes foram aposentadas em 1963.